# El peor año de mi vida, otra vez
El peor año de mi vida, otra vez (en inglés: Worst Year of My Life Again) es una serie de televisión infantil australiana que se estrenó el 26 de abril de 2014 en ABC3. Fue producida por la Australian Children's Television Foundation (ACTF) y Reflective Pictures para la Australian Broadcasting Corporation. El rodaje del programa comenzó el 23 de abril de 2013 en el Camberwell High School y terminó el 15 de noviembre de 2013. El programa también se emitió en la CBBC. El 18 de octubre de 2014 se anunció la cancelación del programa.

## Sinopsis
Cuando Alex King se acuesta en la víspera de su cumpleaños número 15, se siente aliviado de que el último año desastroso haya terminado por fin. Pero cuando se despierta, el tiempo se ha reiniciado y tendrá que volver a vivir el peor año de su vida.

## Reparto
| Personaje              | Actor original         | Actor de doblaje       |
| Personajes principales | Personajes principales | Personajes principales |
| ---------------------- | ---------------------- | ---------------------- |
| Alex King              | Ned Napier             | Eder La Barrera        |
| Simon Birch            | Laurence Boxhall       | Jhonny Torres          |
| Maddy Kent             | Tiarnie Coupland       | Gabriela Belén         |
| Nicola Grey            | Lana Golja             | Lileana Chacón         |
| Parker                 | Xander Speight         | Gherald De Fonseca     |
| Amy                    | Jessie Blot            | Karla Quintero         |
| Loren                  | Kaiting Yap            | Maiella Smith          |
| Howe                   | Liam Erck              | Carlos Pinto           |
| "La gran" Hannah       | Bellamy Duke           | Stefany Villarroel     |
| Toby                   | Fergus McLaren         | Pedro Herrera          |
| Troy                   | Kingsley O'Connor      | Angel Lugo             |
| Personajes recurrentes |                        |                        |
| Mamá de Alex           | Annie Jones            | Melanie Henríquez      |
| Papá de Alex           | Jeremy Stanford        | Henrique Palacios      |
| Samantha King          | Arielle Carver O'Neil  | Arelys González        |
| Sr. Norris             | Syd Brisbane           | Rolman Bastidas        |
| Letreros               | N/D                    | Jesús Hernández        |

## Personajes
- Ned Napier como Alex King, el personaje principal que tiene la mala suerte. Torpe, incómodo, tímido e impulsivo, sus intentos de alterar el bucle temporal suelen llevarle al desastre y a la humillación.
- Tiarnie Coupland como Maddy Kent, la mejor amiga de Alex. Es muy inteligente, pero a la vez tonta y espontánea, con un lado un poco burbujeante. Intenta convencer a Alex de que no debe estar con Nicola porque ella le gusta en secreto (aunque él nunca se da cuenta de ello) y también le explica por qué el universo le ha cambiado el año.
- Laurence Boxhall como Simon Birch, el mejor amigo de Alex. Es extravagante, ingenioso y cómico. También quiere a la hermana mayor de Alex, Sam, aunque ella no siente lo mismo. También puede ser arrogante y demasiado confiado, lo que le mete en problemas a menudo. Afirma ser de origen inglés.
- Lana Golja como Nicola Grey, el interés amoroso de Alex. Rubia y guapa, pero también egocéntrica y abusona esnob, se llegó a decir que "metía a un niño en una mochila muy pequeña". También se dijo de ella que "le metió una salchicha en la nariz a un chico". Tolera a Alex, pero está claro que no siente nada por él.
- Xander Speight como Parker, el bravucón de la escuela. Parker y su ayudante, Howe, humillan a Alex siempre que pueden. Nunca se revela su nombre ni los motivos del acoso.
- Liam Erck como Howe, el asistente de Parker
- Kaiting Yap como Loren, la amiga esnob de Nicola
- Jessie Blott como Amy, también amiga maleducada de Nicola
- Bellamy Duke como Hannah, una chica inusualmente alta y amable que está enamorada de Alex
- Fergus McLaren como Toby McPherson
- Arielle O'Neil como Samantha King, la hermana mayor de Alex. Suele ser dominante sobre Alex a pesar de que éste es considerablemente más alto que ella. Sam parece disfrutar viendo cómo las travesuras de su hermano se convierten en humillaciones para él, mientras que ella suele tener buena fortuna. Al igual que Parker, se mete con Alex y a menudo lo chantajea para sus propios placeres.
- Annie Jones como Johanna King, la ingenua madre de Alex y Sam. Puede ser bienintencionada pero también precipitada.
- Jeremy Stanford como Lanford King, el padre de Alex y Sam. Tiene una vena competitiva malsana que a veces puede jugar en su contra, lo que le lleva a una gran humillación.
- Syd Brisbane como Norris, el decano de la escuela y profesor de matemáticas. Es un hombre extremadamente amargado, insensible y disciplinario, que suele imponer castigos a la primera de cambio. Norris rara vez sonríe, más bien siempre tiene el ceño fruncido, desprecia el romance, la música y el arte, y cree que todos los niños merecen duros castigos por hacer el tonto. Siente un profundo odio por Alex (aunque también suele ser hostil y antipático con muchos otros alumnos), tratándolo con frialdad por llegar tarde a clase o simplemente por encontrarse con él en el pasillo. Nunca se menciona su nombre ni por qué odia tanto a Alex. Sin embargo, es probable que sea el resultado de un incidente de su pasado con el padre de Alex, que antes era su mejor amigo.
- Kingsley O'Connor como Troy, la superestrella deportiva de Seagate que es el capitán del equipo de fútbol masculino. Sin embargo, sus calificaciones son menos que adecuadas en otras materias.

## Episodios
| Temporada | Temporada | Episodios | Fecha de Emisión (AUS) | Fecha de Emisión (AUS) | Fecha de Emisión (RU) | Fecha de Emisión (RU) | Fecha de Emisión (LAT)                                              | Fecha de Emisión (LAT)                                                    |
| Temporada | Temporada | Episodios | Inicio                 | Final                  | Inicio                | Final                 | Inicio                                                              | Final                                                                     |
| --------- | --------- | --------- | ---------------------- | ---------------------- | --------------------- | --------------------- | ------------------------------------------------------------------- | ------------------------------------------------------------------------- |
|           | 1         | 13        | 26 de abril de 2014    | 19 de julio de 2014    | 26 de mayo de 2014    | 12 de junio de 2014   | 19 de julio de 2014 (Disney XD) 6 de junio de 2015 (Disney Channel) | 30 de agosto de 2014 (Disney XD) 5 de septiembre de 2015 (Disney Channel) |

### Temporada 1 (2014)
| Ep | #  | Título                                                      | Estreno Original (AUS) | Estreno (RU)        | Estreno (LAT)                                           |
| --- | -- | ----------------------------------------------------------- | ---------------------- | ------------------- | ------------------------------------------------------- |
| 1 | 1  | «Enero: Feliz Cumpleaños» «"Happy Birthday"»                | 26 de abril de 2014    | 26 de mayo de 2014  | 19 de julio de 2014 (DXD) 6 de junio de 2015 (DC)       |
| Alex King se despierta en la mañana de su cumpleaños número 15 para descubrir que el tiempo se vuelve a repitir y tiene que volver a vivir el peor año de su vida de nuevo.                                                                                            |    |                                                             |                        |                     |                                                         |
| 2 | 2  | «Febrero: Día de San Valentín» «"Valentine's Day"»          | 3 de mayo de 2014      | 27 de mayo de 2014  | 20 de julio de 2014 (DXD) 13 de junio de 2015 (DC)      |
| El día de San Valentín es la oportunidad perfecta para que Alex corteje a la chica de sus sueños, pero su declaración de amor acaba en las manos equivocadas. Así que el universo hace que vuelva a empezar.                                                           |    |                                                             |                        |                     |                                                         |
| 3 | 3  | «Marzo: La Playa» «"Beach"»                                 | 10 de mayo de 2014     | 28 de mayo de 2014  | 26 de julio de 2014 (DXD) 20 de junio de 2015 (DC)      |
| Es el día de la recaudación de fondos en el club de salvamento, y Alex se encuentra en el lado equivocado de su némesis, el Sr. Norris, mientras Gibbo y El Gal de EZ1-FM inician una búsqueda del tesoro.                                                             |    |                                                             |                        |                     |                                                         |
| 4 | 4  | «Abril: Día de los Inocentes» «"April Fool"»                | 17 de mayo de 2014     | 29 de mayo de 2014  | 27 de julio de 2014 (DXD) 27 de junio de 2015 (DC)      |
| Alex pretende aprovechar su "año del bucle" para darle la vuelta a la tortilla a Simon, que le ha utilizado como objetivo del Día de los Tontos cada año. |    |                                                             |                        |                     |                                                         |
| 5 | 5  | «Mayo: La Fiesta de Sam» «"Sam's Party"»                    | 24 de mayo de 2014     | 2 de junio de 2014  | 2 de agosto de 2014 (DXD) 4 de julio de 2015 (DC)       |
| Cuando Alex y su hermana Sam se quedan solos en casa durante la noche, deciden que deben organizar una fiesta en casa, con consecuencias desastrosas. |    |                                                             |                        |                     |                                                         |
| 6 | 6  | «Junio: Examen de Matemáticas» «"Maths Test"»               | 31 de mayo de 2014     | 3 de junio de 2014  | 3 de agosto de 2014 (DXD) 18 de julio de 2015 (DC       |
| Alex llega tarde a la clase de matemáticas del Sr. Norris, lo que provoca que el Sr. Norris haga un examen de matemáticas a toda la clase. |    |                                                             |                        |                     |                                                         |
| 7 | 7  | «Julio: Día del Partido» «"Match Day"»                      | 7 de junio de 2014     | 4 de junio de 2014  | 9 de agosto de 2014 (DXD) 25 de julio de 2015 (DC)      |
| Es la gran final para el equipo de fútbol de Alex, los Perros Rabiosos, pero después de causar un gran lío en una tienda de deportes, le toca al padre de Alex, loco por el fútbol, intervenir y salvar el día.                                                        |    |                                                             |                        |                     |                                                         |
| 8 | 8  | «Agosto: Carrera a Campo Traviesa» «"Cross Country"»        | 14 de junio de 2014    | 5 de junio de 2014  | 10 de agosto de 2014 (DXD) 1 de agosto de 2015 (DC)     |
| Alex está decidido a ganar la carrera de cross de los chicos, aunque tenga que hacer trampas. |    |                                                             |                        |                     |                                                         |
| 9 | 9  | «Septiembre: La Obra Escolar» «"School Play"»               | 21 de junio de 2014    | 9 de junio de 2014  | 16 de agosto de 2014 (DXD) 8 de agosto de 2015 (DC)     |
| Alex está encantado cuando tiene la oportunidad de interpretar a Romeo frente a la Julieta de Nicola en la obra del colegio. ¿Podrá finalmente conseguir un beso con la chica de sus sueños?                                                                           |    |                                                             |                        |                     |                                                         |
| 10 | 10 | «Octubre: Halloween» «"Halloween"»                          | 28 de junio de 2014    | 10 de junio de 2014 | 17 de agosto de 2014 (DXD) 15 de agosto de 2015 (DC)    |
| Alex crea un disfraz muy chulo para ir a la fiesta de Halloween de Nicola, pero ¿conseguirá llegar a la fiesta sin que le hagan truco o trato? |    |                                                             |                        |                     |                                                         |
| 11 | 11 | «Noviembre: Entradas para el Concierto» «"Concert Tickets"» | 5 de julio de 2014     | 11 de junio de 2014 | 23 de agosto de 2014 (DXD) 22 de agosto de 2015 (DC)    |
| Alex se da cuenta de que tiene la oportunidad de conquistar a Nicola cuando ve la posibilidad de conseguir entradas para el concierto de su grupo favorito, los Chicos AZ-1. Sólo tiene que perseguir un camión de la basura y rebuscar en su propia basura doméstica. |    |                                                             |                        |                     |                                                         |
| 12 | 12 | «Diciembre: Navidad» «"Christmas"»                          | 12 de julio de 2014    | 12 de junio de 2014 | 24 de agosto de 2014 (DXD) 29 de agosto de 2015 (DC)    |
| Alex hace todo lo posible para acelerar los planes de su madre para el día de Navidad, para poder llegar a la fiesta de la barbacoa en la playa de Nicola. |    |                                                             |                        |                     |                                                         |
| 13 | 13 | «Enero: El Último Día» «"The Last Day"»                     | 19 de julio de 2014    | 12 de junio de 2014 | 30 de agosto de 2014 (DXD) 5 de septiembre de 2015 (DC) |
| Es el último día de las vacaciones escolares y, en la piscina local, Alex está decidido a quedarse a solas con Nicola para profesarle su amor. |    |                                                             |                        |                     |                                                         |

## Premios y nominaciones
| Año  | Premio                                                              | Categoría                  | Resultado | Ref.  |
| ---- | ------------------------------------------------------------------- | -------------------------- | --------- | ----- |
| 2014 | 19th Asian Television Awards 2014                                   | Mejor Programa Infantil    | Nominado  | [ 4 ] |
| 2014 | 4th Australian Academy of Cinema and Television Arts (AACTA) Awards | Mejor serie de TV infantil | Nominado  |       |